# Ikiteku Tsuyosa
«Ikiteku Tsuyosa» es el 7º sencillo de la banda japonesa GLAY. Salió a la venta el 8 de noviembre de 1995.

## Canciones
1. Ikiteku Tsuyosa
2. Cynical
3. Ikiteku Tsuyosa Original.Karaoke